# 尚寅
尚寅（1866年12月22日—1905年2月17日），童名思樽金，和名宜野灣王子朝廣，琉球國末代國王尚泰王次子。母親是尚泰王的王妃佐敷按司加那志章氏。宜野灣御殿一世。

## 生涯
- 1866年12月22日（同治5年11月16日），尚寅出生於琉球國的首都首里城。
- 1875年（光緒元年）領宜野灣間切之地，稱宜野灣王子。
- 1879年（明治12年）日本廢除琉球藩（第二次琉球處分），應日本明治天皇之召，尚寅隨同尚泰王移居東京。
- 1884年（明治17年）10月10日，元服，翌日結婚。
- 1887年（明治20年）與弟尚順回歸沖繩縣。
- 1896年（明治29年）與弟尚順創刊《琉球新報》，並發動「公同會運動」，要求日本政府將沖繩縣的執政權（沖繩縣知事一職）交給尚家世襲管理。同年6月30日，尚寅被日本政府授予男爵的爵位。
- 1905年（明治38年），尚寅病逝於沖繩縣，享年39歲。

尚寅的墳墓在今沖繩縣那霸市末吉公園。
尚寅與表妹伊江ナヘ（向氏）生尚琳，尚琳與伊江敏子（向氏）生尚義清。後來尚義清與沖繩士族喜屋武靜子生下了現在的當主尚邦男，目前住在東京旁附近的川崎市。